# Сакс, Тоомас
Тоомас Сакс (эст. Toomas Saks; род. 24 февраля 1959, Таллин) — эстонский пловец, спортсмен и предприниматель. Специализировался в плавании на спине. Пятикратный чемпион Эстонии.

## Биография
Тоомас Сакс родился 24 февраля 1959 года в Таллине. Он окончил Таллиннскую среднюю школу № 2 в 1977 году и Таллиннский педагогический институт по специальности профессионального педагога по рисованию и черчению в 1982 году.
С 1998 года он является директором Эстонской нефтяной ассоциации.

## Карьера
Тоомас Сакс начал заниматься плаванием в 1967 году в школе плавания «Калев» в Таллине под руководством Эльвиры Мику.
В 1975-78 годах он пять раз становился чемпионом Эстонии по плаванию на спине. Его лучший результат в 50-метровом бассейне на 100 м на спине составляет 1.05,72. На 200 м на спине он проплывал за 2.20,13 в 1978 году.
Сакс также плавал комплексом. Его лучший результат в этой дисциалине на 200 м составлял 2.20,40 в 1975 году. В 1977-78 годах Сакс входил в состав сборной Эстонии. С 1994 по 1996 год был председателем Ассоциации плавания, с 1998 по 2005 год Президентом Ассоциации. В 1998—2001 годах — член Олимпийского комитета Эстонии, в 2001—2005 годах — член Представительского совета Олимпийского комитета Эстонии.